# 神奇寶貝劇場版：結晶塔的帝王
《結晶塔的帝王》，是神奇寶貝動畫的第三部電影版、同時也是城都聯盟的首部電影版。本作以「誰也不知道的結晶化世界」作為標語。

## 劇情內容
綠色草原，是個能夠使人和神奇寶貝都心境安寧的地方，在這裡住著秀力博士和他的女兒小美，有一天，秀力博士在遺跡裡研究神秘神奇寶貝-未知圖騰的時候，不小心被吸進異次元內，小美十分思念父親，沒想到竟因此喚醒了未知圖騰。未知圖騰將小美的心靈以結晶化呈現，最後更創造出小美最喜歡的傳說神奇寶貝-炎帝，小美因此誤以為爸爸變成炎帝的模樣回來了，炎帝為了實現小美的心願，並充當他的爸爸。小智的媽媽和秀力博士是舊識，因為擔心小美而趕來，在這碰到剛結束對戰來到這裡休息的小智他們。沒想到炎帝卻從結晶塔中出現，將小智的媽媽暫時催眠，強行帶走。得知整件事情的經過後，小智等人於是並決定前往結晶塔，救出小智的媽媽，並讓小美脫離那裡......

## 主要人物
| 角色名           | 配音員     | 配音員   | 配音員   |
| 角色名           | 日本       | 香港     | 臺灣     |
| ---------------- | ---------- | -------- | -------- |
| 小智             | 松本梨香   | 盧素娟   | 王瑞芹   |
| 皮卡丘           | 大谷育江   | 大谷育江 | 大谷育江 |
| 花子（小智之母） | 豐島雅美   | 陸惠玲   | 龍顯蕙   |
| 小霞             | 飯塚雅弓   | 梁少霞   | 龍顯蕙   |
| 小剛             | 上田祐司   | 李錦綸   | 曹冀魯   |
| 武藏             | 林原惠     | 黃麗芳   | 詹雅菁   |
| 小次郎           | 三木真一郎 | 雷霆     | 陳進益   |
| 喵喵             | 犬山犬子   | 梁偉德   | 姚敏敏   |
| 小美             | 矢島晶子   | 劉惠雲   | 林美秀   |
| 小凌             | 加藤愛     | 鄭麗麗   | 姚敏敏   |
| 大木博士         | 石塚運昇   | 張炳強   | 曹冀魯   |
| 秀力博士         | 竹中直人   |          | 陳進益   |
| 約翰             | 藥丸裕英   |          | 李景唐   |

### 關鍵神奇寶貝
- 未知圖騰

### 傳說神奇寶貝
- 炎帝
  - 非真正的炎帝，是未知圖騰製造的幻影

## 主題曲
| 曲別   | 曲名                   | 作詞     | 作曲     | 編曲     | 歌       |
| ------ | ---------------------- | -------- | -------- | -------- | -------- |
| 片頭曲 | 「OK！2000」           | 戸田昭吾 | 田中宏和 | 田中宏和 | 松本梨香 |
| 片尾曲 | 「」（彩虹誕生的日子） | 戸田昭吾 | 田中宏和 | 鳥山雄司 | 森公美子 |

## 工作人員
- 原案：田尻智
- 顧問：石原恒和
- 動畫監修：小田部羊一
- エグゼクティブプロデューサー：久保雅一、川口孝司
- 製作人：吉川兆二、松追由香子、盛武源
- 動畫製作人：奥野敏聰、神田修吉
- アソシエイトプロデューサー：澤邊伸政、石川博、山内克仁、並河研、紀伊高明、吉田紀之
- アシスタントプロデューサー：福田剛士
- TVリレーションシップス：岩田圭介、岩田牧子
- 主任：藁科久美子、高梨志帆
- 劇本：首藤剛志、園田英樹
- 分鏡：湯山邦彦、毛利和昭、辻初樹
- 演出：日高政光、須藤典彦
- 演出協力：村田和也、有冨興二
- 角色原案：杉森建、藤原基史、森本茂樹、吉田宏信、太田敏、西田敦子、斉藤むねお、吉川玲奈
- 角色設定：一石小百合、松原徳弘、香川久
- 設定協力：近永健一、志田ただし、西中康弘
- 總作畫監督：香川久
- 作画監督：一石小百合、松原德弘、田口廣一、伊藤嘉之、池田和美、福本勝、玉川明洋、佐藤雅將
- 動畫檢查：榎本富士香、齊藤德明、大原真琴、廣岡歳仁
- 色彩設計：吉野記通、佐藤美由紀
- 色指定：長尾朱美
- 檢查：、鈴木美穗、森山敦子、加瀬結起、米田真一
- 特殊效果：太田憲之
- 美術監督：金森勝義
- 美術監督補助：高橋和博
- 數碼設定：高尾克己
- 攝影監督：白井久男
- CG製作人：坂美佐子
- CG顧問：小畑正好
- CG導演：鹿住朗生、水谷貴哉、近藤潤、高橋賢太郎、小田桐里志、中村圭介
- プロダクションマネージャー：大竹研次
- 編輯：ジェイ・フィルム（邊見俊夫、伊藤裕）
- 視像：イマジカ
- 音樂：宮崎慎二
- 音樂製作人：齊藤裕二
- 原曲・作曲之一：增田順一
- 音響監督：三間雅文
- 音響製作人：南澤道義、西名武
- 制作担当：太田昌二、小板橋司
- 制作主任：岩佐がく
- 制作進行：西村博昭、伴武彦、兒玉隆、白井賢志、龜井康輝、村元克彦、片貝慎
- 制作：小学館
- 動畫協力：動画工房、ゆめ太カンパニー、京都動畫、スタジオコクピット
- 動畫制作：OLM
- 監督：湯山邦彦
- 製作：河井常吉、富山幹太郎、坂本健、宮川鑛一、福田年秀、八木正男、比卡超計劃2000

## 副篇作品
同時上映 皮丘與皮卡丘（ピチューとピカチュウ）
- 日本英文名：Pichu & Pikachu
- 美國官方名：Pikachu & Pichu
- 場景：千禧城
- 劇情簡介：
- 主要登場神奇寶貝：皮丘兄弟、戴魯比、迷唇娃、電擊怪、小鴨嘴龍、熊寶寶

## 外部連結
- （日語）電影介紹 （页面存档备份，存于）
- 互联网电影数据库（IMDb）上《神奇寶貝劇場版：結晶塔的帝王》的资料（英文）
- Yahoo奇摩電影上《神奇寶貝劇場版：結晶塔的帝王》的資料（繁體中文）
- 開眼電影網上《神奇寶貝劇場版：結晶塔的帝王》的資料（繁體中文）
- 时光网上《神奇寶貝劇場版：結晶塔的帝王》的資料（简体中文）
- 豆瓣电影上《神奇寶貝劇場版：結晶塔的帝王》的資料 （简体中文）